# 土井隆雄

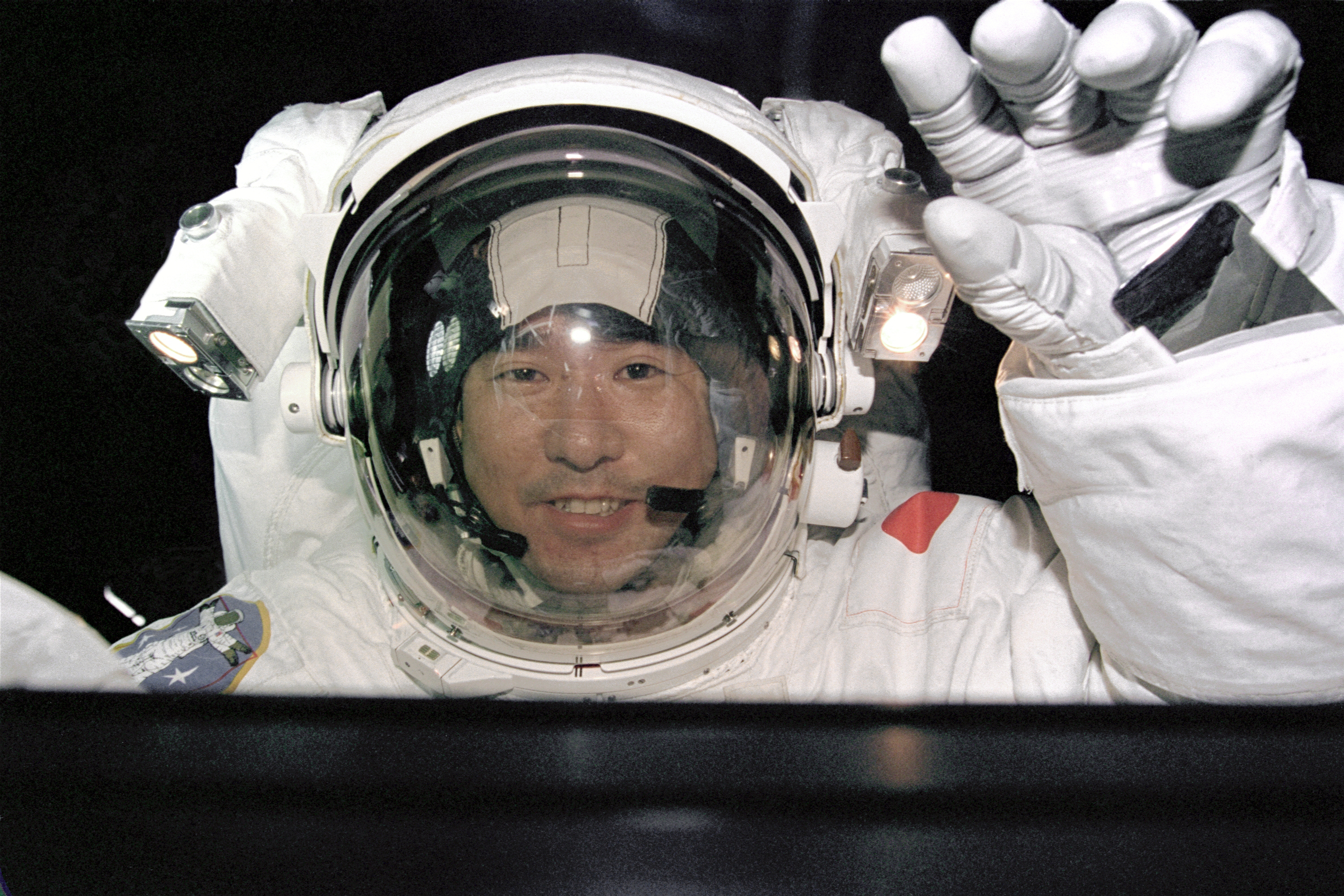
STS-87 ミッションで船外活動を行なう土井隆雄飛行士

土井 隆雄（どい たかお、1954年（昭和29年）9月18日 - ）は、日本の宇宙航空研究開発機構（JAXA）に所属していた元宇宙飛行士、大学研究員、天文家。工学博士、博士（理学）。これまでに2回、スペースシャトル搭乗ミッションを行った。東京都南多摩郡（現・町田市）出身。

## 来歴
東京大学大学院博士課程修了後、宇宙科学研究所（ISAS）研究生、アメリカ航空宇宙局（NASA）研究員を経て1985年（昭和60年）、毛利衛・向井千秋（選抜当時は内藤千秋）とともに、当時の宇宙開発事業団（NASDA）初の宇宙飛行士に選抜された。
しかし、ペイロードスペシャリスト（PS）としての任務はまず最年長の毛利、2回目は女性初となる向井が行うことになり、土井は彼らをサポートした。この間にミッションスペシャリスト（MS）候補に若田光一が就任したが、土井は向井のサポート任務に専念しており、結果的には後輩の若田がMSとして先に飛行することになった。土井も毛利とともに、改めてMS資格を取得し、その後の任務に備えた。
選抜以来サポート役をこなし続けてきた土井を待っていたのは、日本人初の船外活動という晴れ舞台だった。1997年（平成9年）のSTS-87でスペースシャトル・コロンビアに搭乗し、土井は船外活動用宇宙服に身を包み、国際宇宙ステーション（ISS）建設に備えた技術試験を行った。
毛利と向井が事実上引退した後も、同期の中で唯一、現役宇宙飛行士として活動を続け、2008年のSTS-123でスペースシャトル・エンデバーに搭乗した際は、日本初の有人施設「きぼう船内保管室」の設置を担当した。また同年の宇宙航空研究開発機構（JAXA）宇宙飛行士選抜試験のNASA最終面接において面接官の一人を務めた。
2009年9月に宇宙の平和利用政策を担当する国連宇宙部・宇宙応用課長に着任。宇宙開発で得られた各種観測データや研究成果の世界各国への提供、ISSに各国研究者を受け入れる体制の構築などに取り組む意向を示した。
2016年4月から2025年3月、京都大学宇宙総合学研究ユニット特定教授。現在は非常勤研究員。

## 略歴
- 1970年 山梨県甲府市立東中学校を卒業。
- 1973年 大阪府立三国丘高等学校を卒業。
- 1978年 東京大学工学部航空学科卒業。
- 1983年 東京大学大学院工学系研究科博士課程（宇宙工学）を修了。
- 1985年8月 旧NASDA（宇宙開発事業団）により毛利衛、向井千秋とともに宇宙飛行士（搭乗科学技術者）に選ばれる。
- 1985年11月 旧NASDA入社。
- 1987年5月〜1988年12月 コロラド大学ボルダー校大気理論及び解析センターにて微小重力流体科学を研究。
- 1995年3月 アメリカ航空宇宙局ミッションスペシャリスト（搭乗運用技術者：MS）訓練コース参加。
- 1997年11月19日〜12月5日：スペースシャトル・コロンビアで宇宙へ（STS-87）。日本人初の宇宙船外活動を行う。
- 1998年1月21日 内閣総理大臣顕彰受賞 （授与内閣 : 橋本龍太郎内閣）。 受賞理由は、「宇宙飛行士としての業績」。
- 2002年10月 銀河「NGC922」の中にある超新星2002gwを発見。
- 2003年3月25日 超新星2002gwの発見に対し、日本天文学会天体発見賞を受賞。
- 2004年6月 ライス大学大学院博士課程修了（天文物理学）。
- 2007年2月18日 銀河NGC4030の中に超新星2007aaを発見。
- 2008年3月11日〜27日 国際宇宙ステーションの日本実験棟「きぼう」の打ち上げ第1便となるスペースシャトル・エンデバー（STS-123）に搭乗。
- 2008年3月26日  超新星2007aaの発見に対し、日本天文学会天体発見賞を受賞。
- 2008年6月30日 茅ヶ崎市民栄誉賞受賞[2]。
- 2008年10月1日 アメリカ航空宇宙局の設立50周年記念VTR,50 Years of Exploration （アメリカ航空宇宙局ウェブページで公開）に、宇宙航空研究開発機構の宇宙飛行士の代表としてコメントを述べている。
- 2009年9月16日 国際連合宇宙部・宇宙応用課長へ着任。
- 2016年4月 京都大学宇宙総合学研究ユニット特定教授に就任。

## 人物
山梨県甲府市立東中学校で3年間を過ごす。中学1年の秋から太陽の黒点観測を始め、山梨県立科学館の前身である山梨県立青少年科学センターに通った。土井が親しんだプラネタリウム投えい機は母校に展示されている。
1991年から超新星の観測を始め、1997年に日本人初の船外活動を行った後の2002年と2007年に超新星を発見した。2002年に天文物理学の修士号を、2004年に博士号を得ている。
2008年の宇宙飛行の際、山梨県立科学館から生まれた『星つむぎの歌』（作詞：星つむぎの詩人たち・覚和歌子、作曲：財津和夫、歌唱：平原綾香）が応援ソングとなった。土井は贈られていたCDを持参しており、そのCDをスペースシャトルの船内に浮かべ、窓越しに見える国際宇宙ステーションの太陽電池パドルと地球を背景に写真を撮った。3月19日、土井夫人のリクエストによって『星つむぎの歌』がウェイクアップコールとして地上から国際宇宙ステーションに送信された。それを聞いて目覚めた土井は、歌の制作にかかわった人々に感謝の言葉を述べた。
実家が神奈川県茅ヶ崎市にあり、学生時代の一時期を過ごしたことから、2008年に茅ヶ崎市民栄誉賞を受賞した。茅ケ崎駅北口のペデストリアンデッキに土井の手形モニュメントが設置されている。

## 趣味
- 飛行機操縦、ジョギング、サッカー、天体観測、グライダー、テニス